# Blood & Chocolate
Blood & Chocolate (bra: Sangue e Chocolate, ou estilizado como Sangue & Chocolate) é um filme britano-germano-romeno-estadunidense de 2007, dos gêneros drama romântico, terror e fantasia, dirigido por Katja von Garnier, com roteiro de Ehren Kruger e Christopher Landon baseado no romance Blood and Chocolate, de Annette Curtis Klause.

## Sinopse
Jovem lobisomem se apaixona por um humano, pondo em risco sua linhagem nobre e os segredos de seu povo, e precisa escolher entre cumprir uma profecia ou enfrentar seus parentes.